# Stan Kesler
Stanley „Stan“ A. Kesler (* 11. August 1928, Abbeville, Mississippi; † 26. Oktober 2020 in Murfreesboro, Tennessee) war ein US-amerikanischer Musiker. Er war ab 1954 Studiomusiker (Steelgitarre und Bass) und Komponist bei Sam Phillips’ Schallplattenlabel Sun Records und trug somit zum Entstehen des „Sun Sounds“ bei.

## Leben

### Werdegang
Kesler begann seine Musikerlaufbahn bei der von Clyde Leoppard gegründeten Country-Band The Snearly Ranch Boys, die aus Buddy Holobaugh (Gitarre), Stan Kesler (Steelgitarre), Jan Ledbetter (Bass), Smokey Joe Baugh (Klavier/Gesang) oder William „Bill“ Taylor (Gesang) und Johnny Bernero (Schlagzeug) bestanden. Scotty Moore, späterer Sessionmusiker für Elvis Presley, begann sich im Jahre 1953 vorsichtig in die Musikszene von Memphis einzuordnen und spielte zeitweise mit der Band. Kesler: „Moore war ein ziemlich geradliniger Country-Gitarrenzupfer“. Als die Snearly Ranch Boys für das Sun-Tochterlabel Flip Records im Februar 1955 die Single Lonely Sweetheart / Split Personality (#502) einspielten, war Kesler von Sam Phillips bereits als Sessionmusiker für Sun Records eingeplant worden.
Im Jahre 1954 hatte Kesler noch zu Zeiten der Snearly Ranch Boys zusammen mit William „Bill“ Taylor das Country-Stück I’m Left, Your Right, She’s Gone verfasst, das der noch unbekannte Elvis Presley am 18. Dezember 1954 für Sun Records aufnahm. Es folgten für Presley noch vier weitere Kesler-Kompositionen, darunter (zusammen mit Charlie Feathers) I Forgot to Remember to Forget (aufgenommen am 11. Juli 1955). Der Titel führte für fünf Wochen die Country-Charts an, und Kesler und Feathers erhielten hierfür insgesamt US$ 2.000 als Tantiemen.

### Sessionmusiker bei Sun Records
Stan Keslers erste Aufnahmesession als Steelgitarrist für Sun fand am 25. Oktober 1954 für Maggie Sue Wimberleys How Long / Daydreams Come True (#229) zusammen mit Quinton Claunch (Gitarre), Marcus Van Story (Bass) und Bill Cantrell (Fiddle) statt. Am 17. Februar 1955 folgte die Musik für Charlie Feathers’ Song Peepin‘ Eyes. Erneut suchte Feathers die Dienste von Kesler, als am 1. November 1955 Defrost Your Heart / Wedding Gown of White (veröffentlicht im Januar 1956), aufgenommen wurde. Als Roy Orbisons Begleitgruppe The Teen Kings im Gegensatz zu Orbison keinen Plattenvertrag bekam, wurde sie im Dezember 1956 durch Roland Janes, Kesler und Jimmy Van Eaton ersetzt.
Bei Warren Smiths I’d Rather Be Safe Than Sorry (komponiert von Kesler und aufgenommen am 5. Februar 1956 als B-Seite von Rock’n’Roll Ruby, #239) ist Keslers klare Gitarrenarbeit ebenso zu hören wie bei den Aufnahmen vom 15. April 1956 für I Need A Man / No Matter Who’s To Blame, gesungen von Barbara Pittman. Die Besetzung bestand neben Kesler (Steelgitarre) aus Buddy Holobaugh (Gitarre), Smokey Joe Baugh (Klavier), Hank Byers (Trompete) und Johnny Bernero (Schlagzeug). Dann stellte Kesler eine Vokalgruppe mit dem Namen Sunrays zusammen, die neben Barbara Pittman aus Elsie Sappington, Hank Byers und Jimmy Knight bestand. Mit Kesler am Bass verschwand der Titel The Lonely Hours / Love Is A Stranger (#293) im April 1958 in der Versenkung. Am 20. Mai 1958 nahm Kesler an der Aufnahmesession für Johnny Cashs LP Johnny Cash Sings Hank Williams (veröffentlicht im Juni 1958) teil. Im August 1959 schrieb er für Ray Smith I Won’t Miss You (Til You Go) (#372) und Two Pennies and a String. Für Jerry Lee Lewis verfasste er One Minute Past Eternity (aufgenommen am 28. August 1963, #1107).

### Produzent eines Millionensellers
Kesler hatte für kurze Zeit in Memphis 1961 ein eigenes Tonstudio unter dem Namen Echo-Studios gegründet, in dem Charlie Feathers vier Titel aufgenommen hatte. Bereits 1958 hatte Kesler sich als Produzent und Labelchef mit dem kurzlebigen Crystal-Label versucht, auf dem unter anderem Jimmy Knight und Jimmy Pritchett ihre Platten veröffentlichten. Ab 1962 startete Kesler als Labelchef mit der Gründung von Pen Records, wo er zwei Singles für Bobby Wood produzierte. Auch für Ex-Bandkollege Bill Taylor entstanden hier 1962 unter Regie von Kesler zwei Singles, aufgenommen in den Sun Studios.
Obwohl Memphis sich mittlerweile zu einem hektischen Zentrum für viele Tonstudios und Plattenlabels entwickelt hatte, kam ein gewisser Sam Samudio mit seiner Band Sam the Sham & the Pharaohs zu Stan Kesler. Der produzierte mit der Band im Mai 1964 Haunted House / How Does A Cheating Woman Feel für Keslers eigene Dingo Records (D-001), das aber ebenso erfolglos blieb wie Juimonos (Let’s Went) / The Signifying Monkey für Keslers zweites Plattenlabel XL (#905). Etwa im September 1964 entstanden unter Regie von Kesler in den Sun Studios als XL #906 die Titel Wooly Bully / Ain’t Gonna Move (B-Seite von Kesler mitkomponiert). Die A-Seite wurde in drei Takes aufgenommen, wobei vom ersten das Masterband entstand. Davon erfuhr MGM Records, die mit Keslers winzigen Plattenlabels einen Vertriebsvertrag geschlossen hatten, und erwarben das Masterband. Im März 1965 kam die Single durch MGM auf den Markt und entwickelte sich schnell zum Millionenseller mit weltweit drei Millionen Singles Umsatz. Kesler produzierte und komponierte für die auffällige Band noch einige Titel nach der gleichen Formel, weiterer Erfolg blieb jedoch aus.

### Weitere Aktivitäten
Keslers Ex-Bandkollege Quinton Claunch gründete am 11. August 1964 Goldwax Records, die bis 1970 etwa 60 Platten herausbrachten. Hier leitete Kesler einige Aufnahmesessions. Kesler gründete für diese Aufnahmen zwei der berühmtesten Studiosessiongruppen der amerikanischen Musikindustrie, nämlich zunächst die „American Studios Rhythm Section“ (später „827 Thomas Street Band“). Dazu gehörten Reggie Young (Gitarre), Schlagzeuger Gene Chrisman, Keyboarder Bobby Emmons und der Bassist Tommy Cogbill, die später von Chips Moman für sein eigenes Tonstudio abgeworben wurden. Kesler setzte sie unter anderem für James Carr ein. Dann stellte Kesler eine neue Studiotruppe für das Sounds of Memphis-Studio zusammen („Dixie Flyers“), bestehend aus Charlie Freeman (Gitarre), dem Bassisten Tommy McClure, Keyboarder Jim Dickinson und Sammy Creason (Schlagzeug), die diesmal durch Jerry Wexler abgeworben wurde. Als Keslers dritte Studiogruppe durch den Musikanwalt Seymor Rosenberg weggenommen wurde, gab er das unabhängige Musikgeschäft auf und kehrte zu Sam Phillips zurück.